# Xeraco (ort)
Xeraco är en ort i Spanien.   Den ligger i provinsen Província de València och regionen Valencia, i den östra delen av landet, 300 km sydost om huvudstaden Madrid. Xeraco ligger 14 meter över havet och antalet invånare är 5 000.
Terrängen runt Xeraco är kuperad åt sydväst, men åt nordost är den platt. Havet är nära Xeraco åt nordost.Runt Xeraco är det tätbefolkat, med 570 invånare per kvadratkilometer. Närmaste större samhälle är Gandia, 7,9 km söder om Xeraco. Runt Xeraco är det i huvudsak tätbebyggt.